# Беса (певица)
Беса Кокедима (алб. Besa Kokëdhima, род. 29 мая 1986, Фиери, НСРА), более известная под мононимом Беса (алб. Besa) — албанская певица. Представительница Албании на конкурсе песни «Евровидение-2024».

## Жизнь и карьера
Кокедхима родилась 29 мая 1986 года в албанской семье в городе Фиери, входившем тогда в состав Народной Социалистической Республики, нынешняя Албания. В возрасте 15 лет она эмигрировала в Великобританию, чтобы получить высшее образование. В 2003 году Беса выпустила свою дебютную песню «Më Beso» («Доверьтесь мне»), которая была написана продюсером Флорианом Мумаеси и в которой участвовала недавно образованная албанская группа Produkt 28. Песня была удостоена премии «Микорофони и искусство» в 2003 году. В 2006 году Беса выпустила свой дебютный альбом под названием «Besa» («Вера»). Альбом был написан в сотрудничестве с известными деятелями албанской музыкальной индустрии, в том числе с Дорианом Джони, Флорианом Мумаеси, Дженти Лако, Энди Диджеем и Стайном.
Беса участвовала в ряде музыкальных конкурсов, включая «Notafest», где она была удостоена первой премии за R&B сингл «Lëshoje Hapin» («Отпусти»). В 2009 году Беса участвовала в национальном отборе Selecţia Naţională в Румынии на конкурс песни «Евровидение 2009» с англоязычной песней «Nothin' Gonna Change» («Ничего не изменится») и дошла до полуфинала, в финал не прошла. В 2010 году Беса участвовала в Top Fest и стала лучшей певицей со своим синглом «Kalorësi i Natës» («Рыцарь ночи»). С 2010 года Беса выпустила несколько синглов, в том числе сингл «Fishekzjarre» («Фейерверк») в 2012 году, сингл «Burning» («Прожигание») в 2013 году и «Zemrën Dot Nuk ta Lexoj» («Мое сердце не умеет читать») в 2014 году. Эти синглы были коммерчески успешными и хорошо приняты.
Беса опубликовала два альбома под названием Besa për Festat и Ti Je Festa Ime. Треки сопровождались музыкальными клипами с участием Бесы и Национального оркестра. В альбом также вошла рождественская версия песни «Tatuazh ne Zemer»(«Татуировка в сердце»). Альбом Ti Je Festa Ime получил положительные отзывы, а в одной статье альбом был назван «одним из самых хорошо принятых проектов года». Она также одержала победу на «Kënga Magjike» в 2013 году. Беса была судьей албанского телешоу «The Voice of Albania» («Голос Албании») с 2017 года, и была признана лучшим наставником Албании по опросам Top Channel. Беса дебютировала во Франции со своей французской балладой «En Equilibre» («В Равновесии») в июне 2022 года. Дебютный сингл получил положительные отзывы. «En Equilibre» — первый из её предстоящих дебютных альбомов во французской музыкальной индустрии В 2023 году она была выбрана для участия в Festivali i Këngës 62 с песней «Zemrën n'dorë» («Сердце в руке»), где она выиграла публичное голосование и была выбрана представительницей Албании на конкурсе песни «Евровидение-2024».

## Дискография

### Альбомы
- Besa (2006)
- Evolution (2011)
- Besa për festat (2013)
- Ti je festa ime (2014)

### Синглы
| Название                                                                                  | Год  | Пиковые чартовые позиции | Альбом            |
| Название                                                                                  | Год  | ALB                      | Альбом            |
| ----------------------------------------------------------------------------------------- | ---- | ------------------------ | ----------------- |
| «Më beso» (с Produkt 28)                                                                  | 2003 | н/д                      | Besa              |
| «Zonja dhe Zotërinj»                                                                      | 2005 | н/д                      | Besa              |
| «Lëshoje hapin»                                                                           | 2006 | н/д                      | Besa              |
| «Tani të dua»                                                                             | 2006 | н/д                      | Non-album singles |
| «Unik»                                                                                    | 2007 | н/д                      | Non-album singles |
| «Pa yllin tënd»                                                                           | 2007 | н/д                      | Non-album singles |
| «Engjëjt vrasin njëlloj»                                                                  | 2008 | н/д                      | Non-album singles |
| «Ajër»                                                                                    | 2008 | н/д                      | Non-album singles |
| «Nothin' Gonna Change»                                                                    | 2009 | н/д                      | Non-album singles |
| «Kalorës i natës»                                                                         | 2010 | н/д                      | Non-album singles |
| «Nuk jam ajo» (feat. Jehona Sopi)                                                         | 2010 | н/д                      | Non-album singles |
| «E bukura dhe bisha»                                                                      | 2010 | н/д                      | Non-album singles |
| «Botën do ndryshoja»                                                                      | 2011 | н/д                      | Non-album singles |
| «Always On My Mind»                                                                       | 2012 | н/д                      | Non-album singles |
| «Fishekzjarre»                                                                            | 2012 | н/д                      | Non-album singles |
| «Folie»                                                                                   | 2013 | н/д                      | Non-album singles |
| «Tatuazh në zemër»                                                                        | 2013 | н/д                      | Non-album singles |
| «Zemrën dot nuk ta lexoj» (feat. 2po2)                                                    | 2014 | н/д                      | Non-album singles |
| «Mbretëreshë»                                                                             | 2014 | н/д                      | Non-album singles |
| «Zejemër» (feat. Majk)                                                                    | 2014 | н/д                      | Non-album singles |
| «Arabia (Faj)» (feat. Gmd Babydave)                                                       | 2014 | н/д                      | Non-album singles |
| «Amelia» (feat. Mattyas)                                                                  | 2015 | н/д                      | Non-album singles |
| «14»                                                                                      | 2015 | н/д                      | Non-album singles |
| «All In»                                                                                  | 2015 | н/д                      | Non-album singles |
| «Kameleon» (feat. Ansi)                                                                   | 2016 | —                        | Non-album singles |
| «123» (feat. Флори Мумаеси)                                                               | 2016 | 8                        | Non-album singles |
| «Hangover»                                                                                | 2016 | —                        | Non-album singles |
| «Kokëfortë»                                                                               | 2017 | —                        | Non-album singles |
| «Mos m'le me ra» (feat. Elinel)                                                           | 2017 | —                        | Non-album singles |
| «Amor»                                                                                    | 2018 | —                        | Non-album singles |
| «La La La»                                                                                | 2019 | —                        | Non-album singles |
| «Histori»                                                                                 | 2019 | —                        | Non-album singles |
| «C'est la vie» (feat. BledBeats)                                                          | 2020 | 1                        | Non-album singles |
| «Don» (feat. Illeoon)                                                                     | 2020 | —                        | Non-album singles |
| «Margjelo» (c Garrido)                                                                    | 2021 | —                        | Non-album singles |
| «En equilibre»                                                                            | 2022 | —                        | Non-album singles |
| «Si kalama» (c Lyrical Son)                                                               | 2022 | —                        | Non-album singles |
| «Zemrën n’dorë»                                                                           | 2023 | —                        | Non-album singles |
| «—» обозначает запись, которая не попала в чарты или не была выпущена на этой территории. |      |                          |                   |